# Loudness
Loudness (ラ ウ ド ネ ス Raudonesu) är ett japanskt metalband som bildades 1981 av gitarristen Akira Takasaki och trummisen Munetaka Higuchi. De är det första japanska heavy metal-bandet som fick kontrakt med ett stort bolag i USA. De har släppt trettioen studioalbum (fem i USA) och nio livealbum till 2014 och nått Billboard Top 100. Trots många förändringar i banduppsättningen har bandet fortsatt sin verksamhet under hela 1990-talet. Den 30 november 2008 dog originaltrummisen Munetaka Higuchi av levercancer på ett sjukhus i Osaka vid 49 års ålder. Han ersattes av Masayuki Suzuki.

## Medlemmar
Nuvarande medlemmar
- Masayoshi Yamashita – basgitarr (1981–1992, 2001– )
- Akira Takasaki – gitarr (1981– )
- Minoru Niihara – sång (1981–1988, 2001– )
- Masayuki Suzuki (aka Ampan) – trummor (2009– )

Tidigare medlemmar
- Hiroyuki Tanaka – basgitarr (1981; död 2006)
- Munetaka Higuchi – trummor (1981–1992, 2001–2008; död 2008)
- Michael Vescera – sång (1988–1991)
- Taiji Sawada – basgitarr (1992–1993; död 2011)
- Masaki Yamada – sång (1992–2001)
- Hirotsugu Homma – trummor (1994–2001)
- Naoto Shibata – basgitarr (1995–2001)

Turnerande medlemmar
- Kōsuke Ōshima – keyboard (1991)
- Kouzou Suganuma – trummor (2008)
- Shinya Yamada – trummor (2010)
- Ryuichi Nishida – trummor (2018– )

## Diskografi
Studioalbum
- 1981 – The Birthday Eve
- 1982 – Devil Soldier
- 1983 – The Law of Devil's Land
- 1984 – Disillusion
- 1985 – Thunder in the East
- 1986 – Shadows of War
- 1986 – Lightning Strikes
- 1987 – Hurricane Eyes (aka Strike of the Sword)
- 1988 – Jealousy
- 1989 – Soldier of Fortune
- 1991 – On the Prowl
- 1992 – Loudness
- 1994 – Heavy Metal Hippies
- 1997 – Ghetto Machine
- 1998 – Dragon
- 1999 – Engine
- 2001 – Spiritual Canoe
- 2001 – Pandemonium
- 2002 – Biosphere
- 2004 – Terror
- 2004 – Rock Shocks
- 2004 – Racing
- 2006 – Breaking The Taboo
- 2008 – Metal Mad
- 2009 – The Everlasting
- 2010 – King of Pain
- 2011 – Eve To Dawn
- 2012 – 2012
- 2014 – The Sun Will Rise Again
- 2016 – Samsara Flight
- 2018 – Rise to Glory

Livealbum
- 1983 – Live-Loud-Alive Loudness in Tokyo
- 1986 – 8186 Live
- 1994 – Once and for All
- 1995 – Loud 'n' Raw
- 2000 – Eurobounds
- 2001 – The Soldier's Just Came Back
- 2003 – Loudness Live 2002
- 2009 – Live Loudest at the Budokan '91
- 2017 – 8186 Now and Then'
- 2019 – Live in Tokyo

EP
- 1985 – Odin (utgiven endast i Japan)
- 1985 – Gotta Fight
- 1986 – Risky Woman
- 1989 – A Lesson in Loudness
- 1991 – Slap in the Face
- 2004 – Crazy Samurai
- 2005 – The Battleship Musashi

Singlar
- 1982 – "Burning Love"
- 1983 – "Geraldine"
- 1983 – "Road Racer"
- 1983 – "Road Racer"
- 1983 – "Shinkiro [蜃気楼]"
- 1984 – "Crazy Doctor"
- 1984 – "Milky Way"
- 1985 – "Gotta Fight"
- 1985 – "Crazy Nights"
- 1986 – "Let It Go"
- 1987 – "Losing You"
- 1987 – "Silent Sword"
- 1987 – "So Lonely"
- 1987 – "Long Distance Love"
- 1989 – "Dreamer & Screamer"
- 1989 – "You Shook Me"
- 1989 – "Down 'n' Dirty"
- 1991 – "Sleepless Nights" (promo)
- 1991 – "In the Mirror"
- 1992 – "Black Widow"
- 1992 – "Slaughter House"
- 1994 – "Electric Kisses"
- 2004 – "Crazy Samurai"
- 2005 – "The Battleship Musashi"
- 2010 – "The Eternal Soldiers"

Samlingsalbum
- 1986 – Never Stay Here, Never Forget You -Loudness Best Tracks-
- 1989 – Early Singles
- 1991 – Loud 'N' Rare
- 1991 – Loudest
- 1991 – Loudest Ballad Collection
- 1992 – Loudness Box (7 CD)
- 1995 – Best Songs Collection
- 1996 – Masters of Loudness
- 1997 – The Very Best of Loudness
- 2001 – Best of Loudness 8688 - Atlantic Years
- 2001 – Re-masterpieces - The Best of Loudness
- 2002 – The Very Best of Loudness - The Days of Glory
- 2005 – The Best of Reunion
- 2007 – Loudness Complete Box
- 2008 – The Legend Of Loudness ~Live Complete Best~
- 2009 – Golden Best - Early Years Collection
- 2010 – Original Album Series (5 CD)
- 2012 – Loudness Best Tracks - Columbia Years
- 2012 – Loudness Best Tracks - Tokuma Japan Years
- 2012 – Loudness Best Tracks - Warner Years
- 2012 – Single Collection
- 2013 – Super Best
- 2015 – Thunder in the East 30th Anniversary
- 2016 – Buddha Rock 1997-1999